# Limmu
Limmu era un epònim assiri. Al començament del regnat d'un rei d'Assíria el limmu, un oficial reial nomenat, presidia el festival del nou any a la capital i cada any era designat un limmu diferent. Els limmus s'escollien entre les principals famílies o entre els membres de l'assemblea d'Assur. El nom del limmu donava nom a l'any en els documents oficials. S'han trobat llistes completes de limmus per tots els anys entre 892 i 648 aC. Les llistes anteriors a 1200 aC són rares i comencen a ser corrents a partir del 910 aC; algunes llistes donen indicacions d'eclipsis solars o lunars com per exemple el famós eclipsi de Bur-Sagale el 763 aC.
En el període assiri antic el rei mai va ser limmu (limmum), però al període mitjà i al període neoassiri el rei podia exercir aquest càrrec i normalment l'exercia en un dels primers anys del seu regnat.